# Ambystoma taylori
Ambystoma taylori é uma espécie de anfíbio caudado pertencente à família Ambystomatidae. Endêmica do México.